# Diplotoxa septima
Diplotoxa septima är en tvåvingeart som beskrevs av Spencer 1986. Diplotoxa septima ingår i släktet Diplotoxa och familjen fritflugor. Inga underarter finns listade i Catalogue of Life.